# AMD 5x86
Am486 AMD K5
Le processeur AMD 5x86 est un processeur compatible x86 présenté en 1995 par AMD. Destiné à être utilisé dans les ordinateurs basés sur un 486, c'était un des plus rapides et la façon la plus universelle de mettre à niveau son ordinateur 486.
Présenté en novembre 1995, l'AMD 5x86 (également connu sous le nom de 5x86-133, Am5x86, X5-133, et vendu sous diverses marques telles que « Turbochip ») est un processeur am486 standard avec un coefficient multiplicateur interne de 4, lui permettant de fonctionner à 133 MHz sur des cartes mères pour processeurs 486 DX2 ou DX4 ne disposant pas de multiplicateurs d'horloge. Comme la plupart des processeurs à venir après les 486, le 5x86 comportait un cache L1 write-back, et à la différence de tous les autres sauf quelques-uns, un cache important de 16 Kio à la place d'un plus commun de 8 Kio. De rares exemplaires à 150 MHz furent également produits par AMD.
Le socket 3 n'était pas conçu pour avoir un quadrupleur d'horloge, AMD faisait en sorte que le 5x86 cherche un doubleur de fréquence sur la carte mère et le faisait fonctionner comme un quadrupleur. Pour utiliser le 5x86 vous deviez configurer la carte mère en 2x, Ce qui faisait fonctionner réellement le 5x86 à 4x. Physiquement, le processeur pouvait s'adapter dans un socket 486 plus ancien tel que le socket 1 ou 2 ou le socket original à 168 broches, mais un régulateur de tension était nécessaire, puisque le processeur fonctionnait à 3,3 volts.
La combinaison d'une meilleure fréquence d'horloge et du cache write-back permit dans certains cas au 5x86 d'égaler ou de surpasser légèrement un processeur Pentium à 75 MHz. En outre, parce qu'il était conçu sur une base de 486, il était compatible avec des systèmes plus anciens, ce qui handicapait légèrement son rival plus rapide, le Cyrix Cx5x86. Le processeur était généralement surcadencé à 160 MHz, donnant de ce fait une rapidité semblable à un Pentium 100. Bien qu'on ait signalé des surcadencements réussis à 200 MHz, cela n'était pas vraiment réalisable à cause du peu de cartes vidéo qui pouvaient fonctionner sur un bus VESA à 50 MHz.
Le 5x86 est également connu pour être le premier à utiliser le P.Rating. Puisque le 5x86 était présenté comme l'égal d'un processeur Pentium à 75 MHz, AMD lança plus tard le processeur sous le nom « AM5x86-P75 ».
Les ventes de l'Am5x86 étaient une source importante de revenu pour AMD à un moment où le retard de production prolongé de l'AMD K5 menaçait la rentabilité de la compagnie.
AMD fabriqua le processeur 5x86 pour des PC ordinaires jusqu'en 1999. Il était populaire pour des ordinateurs de bureau d'entrée de gamme, est apparu dans beaucoup de différents modèles de portables, et fut également vendu séparément comme processeur de mise à niveau pour les ordinateurs à base de 486. Plusieurs compagnies firent des kits de mise à niveau qui incorporait un AMD 5x86 avec un régulateur de tension et un convertisseur de socket, qui permettait son utilisation sur presque n'importe quelle carte mère 486 existante. La puce est toujours en production aujourd'hui[Quand ?], et est populaire comme contrôleur embarqué.

## Modèles
| CPU          | Numéro de modèle | Fréquence (MHz) | Cache L1 | FSB (MHz) | Mult. | Tension (V) | TDP (W)                                            | Socket                                             | Date de sortie  | Prix de lancement |
| ------------ | ---------------- | --------------- | -------- | --------- | ----- | ----------- | -------------------------------------------------- | -------------------------------------------------- | --------------- | ----------------- |
| Am5x86-P75   | X5-133 ADH       | 133             | 16 KiB   | 33        | 4     | 3,45        |                                                    | PGA-168 Socket 1 PGA-168 Socket 2 PGA-168 Socket 3 | 6 novembre 1995 | 93 $              |
| Am5x86-P75   | X5-133 ADY       | 133             | 16 KiB   | 33        | 4     | 3,45        |                                                    | PGA-168 Socket 1 PGA-168 Socket 2 PGA-168 Socket 3 | 6 novembre 1995 | 93 $              |
| Am5x86-P75   | X5-133 ADW       | 133             | 16 KiB   | 33        | 4     | 3,45        |                                                    | PGA-168 Socket 1 PGA-168 Socket 2 PGA-168 Socket 3 | 6 novembre 1995 | 93 $              |
| Am5x86-P75   | X5-133 ADZ       | 133             | 16 KiB   | 33        | 4     | 3,45        |                                                    | PGA-168 Socket 1 PGA-168 Socket 2 PGA-168 Socket 3 | 6 novembre 1995 | 93 $              |
| Am5x86-P75   | X5-133 BGC       | 133             | 16 KiB   | 33        | 4     | 3,45        |                                                    | PGA-168 Socket 1 PGA-168 Socket 2 PGA-168 Socket 3 | 6 novembre 1995 | 93 $              |
| Am5x86-P75   | X5-133 W16BGC    | 133             | 16 KiB   | 33        | 4     | 3,45        |                                                    | PGA-168 Socket 1 PGA-168 Socket 2 PGA-168 Socket 3 | 6 novembre 1995 | 93 $              |
| Am5x86-P75   | X5-133 V16BGC    | 133             | 16 KiB   | 33        | 4     | 3,3         |                                                    | PGA-168 Socket 1 PGA-168 Socket 2 PGA-168 Socket 3 | 6 novembre 1995 | 93 $              |
| Am5x86-P75   | X5-133 W16BHC    | 133             | 16 KiB   | 33        | 4     | 3,45        | SQFP à 208 broches monté en surface sur PGA-168    |                                                    | 6 novembre 1995 | 93 $              |
| Am5x86-P75   | X5-133 V16BHC    | 133             | 16 KiB   | 33        | 4     | 3,3         | SQFP à 208 broches monté en surface sur PGA-168    |                                                    | 6 novembre 1995 | 93 $              |
| Am5x86-P75   | X5-133 SFZ       | 133             | 16 KiB   | 33        | 4     | 3,3         | SQFP à 208 broches monté en surface sur PGA-168    |                                                    | 6 novembre 1995 | 93 $              |
| Am5x86-P75 + | X5-150 ADW       | 150             | 16 KiB   | 50        | 3     | 3,45        | PGA-168 Socket 1 PGA-168 Socket 2 PGA-168 Socket 3 |                                                    |                 |                   |